# Rickie Fowler
Rickie Fowler, Rick Yutaka Fowler, né le 13 décembre 1988 à Anaheim, est un golfeur américain.

## Biographie
Élu rookie PGA de l'année en 2010, Rickie Fowler a forgé son identité autour de sa tenue orange Sunday et de sa tactique basée sur des prises de décision rapides. Il n'incarne aujourd'hui rien de moins que la prochaine génération de golfeurs.
Il possède un talent réputé pour les « premières fois ». Rickie est le premier pilote de moto-cross reconverti en golfeur professionnel, mais aussi le premier débutant sélectionné pour la Ryder Cup 2010. Diplômé de l'Oklahoma State University, Rickie attire en permanence les regards avec sa tenue PUMA lumineuse et dynamique. À seulement 21 ans, son jeu se caractérise déjà par un calme souverain et une maîtrise de la compétition qui requièrent généralement de longues années de pratique. Appliqué, anticonformiste, réservé mais d'un abord facile, Rickie affine petit à petit son style.

### 2012
Il remporte le Wells Fargo Championship 2012 devant Rory McIlroy et D.A Point.
Il termine 2e (72, 69, 66, 70, 277 (-11)) derrière Matt Kuchar (68, 68, 69, 70, 275 (-13)) du Players Championship une semaine après sa victoire au Wells Fargo.

### 2015
Il remporte en mai le Players Championship (69,69,71,67) à la suite d'un playoff de quatre trous. Il remporte en juillet l'Open d'Écosse, tournoi du tour européen souvent utilisé comme entrainement par les participants de l'Open Britannique qui se joue la semaine suivante. En septembre il remporte son troisième titre lors du Deutsche Bank Championship, deuxième des quatre tournois des play-off de la FedEx Cup.